# Texas Cyclone
Pour plus de détails, voir Fiche technique et Distribution.
Texas Cyclone est un film américain réalisé par D. Ross Lederman, sorti en 1932.

## Synopsis
Lorsque Texas Grant arrive dans la ville de Stampede, il est immédiatement pris pour Jim Rawlins. Grant apprend du barman, Hefty, que Jim a disparu cinq ans auparavant et qu'on le croit mort. Hefty convainc Grant de faire semblant d'être Jim afin de faire peur à certains. Grant accepte et, au moment où il sort du saloon, il échappe de peu à un couteau que quelqu'un a lancé vers lui. Puis un autre homme cherche à lui tirer dans le dos. Grant se rend ensuite au ranch Diamond R, où Helena Rawlins prend aussi Grant pour son mari disparu. Grant apprend qu'Helena s'est battue pour garder le ranch et que son bétail a été volé par Utah Becker, propriétaire du saloon "The Red Dog", aidé en cela par certains des employés du ranch. Helena accepte de laisser Grant continuer à se faire passer pour Jim, et ils licencient plusieurs employés et ne gardent comme cow-boy que Steve Pickett, qui a été loyal avec Helena depuis le début. Grant se rend en ville et envoie un télégramme à ses amis au Texas pour leur demander de l'aide. De retour au ranch, Grant voit deux anciens employés voler du bétail. il tue l'un d'entre eux mais lui-même est blessé. De retour au ranch, il est soigné par Helena et le docteur. Becker ordonne à Grant de quitter la ville mais ce dernier le capture et le conduit chez le shérif Collins. Celui-ci appelle alors à un rassemblement où il annoncera l'expulsion de la ville de tous les indésirables, en fait des membres du gang de Becker. L'arrivée des amis de Grant va l'aider à mener ce projet à bien. Lorsque Becker apprend la vraie identité de Grant, il l'accuse d'avoir voulu profiter d'Helena et le défie de l'affronter en duel dans l'après-midi. Becker a posté un de ses hommes en embuscade, mais Grant arrive à les tuer tous les deux, malgré les blessures qu'il reçoit. Helena le soigne et lorsque Grant revient à lui, il lui apprend qu'il est réellement son mari et qu'il souffrait d'amnésie à la suite d'une embuscade des années auparavant.

## Fiche technique
- Titre original : Texas Cyclone
- Réalisation : D. Ross Lederman
- Scénario : Randall Faye
- Photographie : Benjamin H. Kline
- Son : Glenn Rominger
- Montage : Otto Meyer
- Musique : Milan Roder
- Production associée : Irving Briskin
- Société de production : Columbia Pictures
- Société de distribution : Columbia Pictures
- Pays d'origine :  États-Unis
- Langue originale : anglais
- Format : noir et blanc — 35 mm — 1,37:1 — son Mono (Western Electric System)
- Genre : Western
- Durée : 63 minutes
- Dates de sortie :  États-Unis : 24 février 1932

## Distribution
- Tim McCoy : "Texas" Grant
- Shirley Grey : Helen Rawlings
- Wheeler Oakman : Utah Becker
- John Wayne : Steve Pickett
- Wallace MacDonald : Nick Lawler
- Jim Farley : Webb Oliver
- Harry Cording : Jake Farwell
- Vernon Dent : Hefty
- Walter Brennan : Shérif Lew Collins
- Mary Gordon : Katie
- Monte Montague : Ott Randall

## Autour du film
- Ce film a fait l'objet d'un remake en 1937 : One Man Justice de Leon Barsha avec Charles Starrett et Barbara Weeks